# Ходаєвський
Хода́євський (рос. Ходаевский) — селище у складі Поспєлихинського району Алтайського краю, Росія. Входить до складу сільської ради 12-річчя Жовтня.

## Населення
Населення — 3 особи (2010; 8 у 2002).
Національний склад (станом на 2002 рік):
- росіяни — 100 %